# Kamalganj
Kamalganj là một thị xã và là một nagar panchayat của quận Farrukhabad thuộc bang Uttar Pradesh, Ấn Độ.

## Địa lý
Kamalganj có vị trí 27°16′B 79°39′Đ / 27,27°B 79,65°Đ Nó có độ cao trung bình là 135 mét (442 feet).

## Nhân khẩu
Theo điều tra dân số năm 2001 của Ấn Độ, Kamalganj có dân số 14.659 người. Phái nam chiếm 54% tổng số dân và phái nữ chiếm 46%. Kamalganj có tỷ lệ 56% biết đọc biết viết, thấp hơn tỷ lệ trung bình toàn quốc là 59,5%: tỷ lệ cho phái nam là 62%, và tỷ lệ cho phái nữ là 50%. Tại Kamalganj, 17% dân số nhỏ hơn 6 tuổi.